# Przegrane życie
Przegrane życie (ang. Prey for Rock & Roll) – amerykański film dramatyczny z 2003 roku wyreżyserowany przez Alexa Steyermarka. Wyprodukowany przez Mac Releasing.
Premiera filmu miała miejsce 20 stycznia 2003 roku w Stanach Zjednoczonych.

## Opis fabuły
39-letnia Jacki (Gina Gershon), liderka zespołu muzycznego, jest bardzo ekscentryczną kobietą. Prowadzi intensywne, pełne rozrywek życie. Wszystko się zmienia, gdy pewnego dnia jej koleżanka zostaje brutalnie zgwałcona. Widząc nieudolność wymiaru sprawiedliwości, a przede wszystkim nie wierząc w adekwatność kary, Jacki postanawia sama wymierzyć sprawiedliwość.

## Obsada
- Gina Gershon jako Jacki
- Drea de Matteo jako Tracy
- Lori Petty jako Faith
- Shelly Cole jako Sally
- Marc Blucas jako Animal
- Eddie Driscoll jako Chuck
- Shakara Ledard jako Jessica
- Ivan Martin jako Nick
- Nancy Pimental jako Natalie
- Greg Rikaart jako Scott
- Sandra Seacat jako mama Jacki

i inni